# Copenhagen Cleantech Cluster
|  | Flytteforslag Denne side er foreslået flyttet til CLEAN. Klik her for at se flytteforslaget. |

Copenhagen Cleantech Cluster var klyngeorganisationen, som repræsenterede virksomheder og videninstitutioner, som arbejder med miljøteknologi-sektoren, også kaldet cleantech, baseret i København og med sigte på Danmark. Organisationen arbejdede for vækst og fremme af cleantech-industrien og repræsenterede mere end 350 virksomheder og ca. 30.000 arbejdspladser,  primært centreret omkring hovedstaden.
Klyngeorganisationen var samtidig et resultat af Danmarkshistoriens største EU Strukturfondsansøgning (European Union Structural Funds and Cohesion Funds) under de regionale midler til konkurrence og jobskabelse (Regional Competitiveness and Employment Objective). Midlerne til etablering blev ansøgt primo 2009 via Region Sjælland og Region Hovedstaden. 
I 2014 fusionerede Copenhagen Cleantech Cluster med Lean Energy Cluster og blev til CLEAN.